# Donna Hightower
Pour les articles homonymes, voir Hightower.
Donna Luberta Hightower est une chanteuse de jazz et de soul américaine née le 28 décembre 1926 à Caruthersville dans le Missouri et morte le 19 août 2013 à Austin au Texas.

## Biographie
Donna Hightower a eu un grand succès en 1972 avec la chanson This World Today Is A Mess. Cette chanson figure notamment dans la bande originale du long métrage Palais royal ! réalisé en 2005 par Valérie Lemercier (source : générique). Elle est aussi la principale chanson de la  bande originale du long métrage Première année réalisée par Thomas Lilti, sorti en salles en septembre 2018.
Les archives Donna Hightower sont déposées et consultables au Dolph Briscoe Center for American History (en) de l'université du Texas à Austin.